# Les Îlets
Les Îlets est un village de l'Est du Québec situé sur la péninsule gaspésienne dans la région du Bas-Saint-Laurent. Il fait partie de la municipalité des Méchins dans la municipalité régionale de comté de Matane au Canada.

### Source en ligne
- Commission de toponymie du Québec